# Poa trichophylla
Poa trichophylla är en gräsart som beskrevs av Pierre Edmond Boissier. Poa trichophylla ingår i släktet gröen, och familjen gräs. Inga underarter finns listade i Catalogue of Life.